# Caudron C.570
Le Caudron C.570 Kangourou est un bimoteur français conçu et construit par Caudron au milieu des années 1930. Il a été conçu pour remplir de multiples fonctions : bombardier, transport de passagers, avion de parachutisme, avion cargo et ambulance aérienne.

## Historique
Le C.570 effectue son premier vol le 24 novembre 1935 aux mains de Raymond Delmotte.
Un seul appareil a été produit, il fut rapidement retiré du service.